# Mario Mascagni
Mario Mascagni (San Miniato, 21 dicembre 1881 – Bolzano, 14 febbraio 1948) è stato un direttore d'orchestra e compositore italiano.

## Biografia
Allievo del cugino Pietro Mascagni, era direttore del liceo musicale di Udine, quando nel 1927 fu trasferito a Bolzano a svolgere lo stesso ruolo al Civico Liceo Musicale Rossini.
Sotto la sua guida dapprima il liceo venne parificato ai conservatori (1932) ed in seguito divenne l'attuale conservatorio Claudio Monteverdi (con la L. 1968/1939, divenuta effettiva nell'ottobre 1940).
Oltre all'attività di insegnante, fu un quotato direttore d'orchestra in diversi teatri italiani, ed il primo direttore della Banda del Lavoratore, oggi, in suo onore, Corpo Musicale Mario Mascagni.
Il figlio Andrea fu anch'egli musicista, oltre che partigiano, e per tre legislature senatore.
Negli ultimi mesi della seconda guerra mondiale Mario Mascagni, scambiato per il figlio, fu arrestato dai fascisti e internato dapprima al carcere di San Vittore e poi al campo di transito di Bolzano.